# Monapia alupuran
Monapia alupuran là một loài nhện trong họ Anyphaenidae.
Loài này thuộc chi Monapia. Monapia alupuran được M. J. Ramírez miêu tả năm 1995.